# Джанкойская епархия
Джанкойская епархия — епархия Русской православной церкви, объединяющая приходы в северной части Республики Крым (в границах Джанкойского, Красногвардейского, Красноперекопского, Нижнегорского, Первомайского, Раздольненского и Советского районов). Входит в состав Крымской митрополии.
Основана в 2008 году, была в составе УПЦ МП. 7 июня 2022 года решением Священного синода РПЦ епархия принята в непосредственное подчинение Патриарху Московскому и всея Руси.

## История
Джанкойская епархия выделена из состава Симферопольской епархии решением Священного синода Украинской православной церкви от 11 ноября 2008 года (журнал № 105). В состав новой епархии вошли 130 приходов.
Первым правящим архиереем епархии стал епископ Нектарий (Фролов). Наречение архимандрита Нектария (Фролова) состоялось 19 ноября 2008 года в резиденции митрополита Владимира в Киево-Печерской лавре, а архиерейская хиротония — 20 ноября в храме во имя Всех святых Воскресенского кафедрального собора Киева. 27 ноября епископ Нектарий прибыл в Джанкой.
9 июля 2009 года решением Священного синода № 40 епископ Нектарий уволен от управления Джанкойской епархией, а временное управление Джанкойской епархией поручено архиепископу Херсонскому и Таврическому Иоанну. 13 июля архиепископ Иоанн принял дела у епископа Нектария.
9 сентября 2009 года решением Священного синода на Джанкойскую кафедру был избран архимандрит Алипий (Козолий), на то время нёсший послушание настоятеля храма святой равноапостольной Нины в посёлке Гаспра. В тот же день в Успенском соборе Свято-Успенской Почаевской лавры он был наречён во епископа Джанкойского и Раздольненского. 14 февраля 2010 года в Трапезном храме преподобных Антония и Феодосия Печерских Свято-Успенской Киево-Печерской лавры хиротонисан во епископа Джанкойского и Раздольненского. 16 февраля епископ Джанкойский и Раздольненский Алипий прибыл в Джанкойское епархиальное управление. 17 августа 2016 года возведён в сан архиепископа.
За годы управления Джанкойской епархией архиепископом Алипием реорганизован и расширен штат епархиального управления, созван епархиальный совет, значительно продвинулась работа по строительству и внутренней отделке Покровского кафедрального собора Джанкоя. Построены новые типовые храмы в центрах благочиний епархии — посёлках Советском, Первомайском, Красногвардейском, Раздольном, в 2018 году завершено строительство Свято-Вознесенского храма в Красноперекопске. Увеличилось количество воскресных школ при храмах епархии. Отделом религиозного образования и катехизации Джанкойской епархии совместно с управлениями образования местных администраций велась работа по популяризации изучения в общеобразовательных учреждениях курса «Основы православной культуры».
С осени 2015 года по благословению архиепископа Алипия епархиальным отделом по социальному служению в Джанкойском городском парке проводится благотворительный праздник «Белый цветок», акцию поддерживают большое число приходов. Ежегодно в октябре — ноябре в Джанкойской епархии проходит региональный этап международных Рождественских образовательных чтений — церковно-общественный форум в сфере образования, культуры, социального служения и духовно-нравственного просвещения.
16 января 2021 года Митрополит Алипий совершил чин освящения храма в честь иконы Божией Матери «Живоносный источник» на территории соборного комплекса города Джанкоя.
7 июня 2022 года согласно прошению правящего архиерея Священный синод Русской православной церкви принял епархию в непосредственное каноническое и административное подчинение Патриарху Московскому и всея Руси и, в числе прочих епархий в Крыму, включил в состав новообразованной Крымской митрополии.

## Список правящих архиереев
- 20 ноября 2008 — 9 июля 2009 — Нектарий (Фролов)
- 9 июля 2009 — 14 февраля 2010, в/у — Иоанн (Сиопко), архиепископ Херсонский
- 14 февраля 2010 — 16 ноября 2021 — Алипий (Козолий) †
- 16 ноября 2021 — 2 января 2022, в/у — Нестор (Доненко), епископ Ялтинский
- с 2 января 2022 — Алексий (Овсянников)

## Благочиния
Епархия разделена на 7 церковных округов (по состоянию на октябрь 2022 года):
- Джанкойское благочиние
- Красногвардейское благочиние
- Красноперекопское благочиние
- Нижнегорское благочиние
- Первомайское благочиние
- Раздольненское благочиние
- Советское благочиние